# Atlante (anatomia)
In anatomia, l'atlante (C1) è la prima vertebra cervicale della colonna vertebrale. Il suo nome richiama l'Atlante mitologico, perché è il supporto della testa, paragonabile a un globo. Atlante, secondo la mitologia greca, era il titano che, non per sua volontà ma per quella di Zeus, sorreggeva, con la sola forza delle braccia e perciò con uno sforzo enorme e soprattutto disumano, il cielo. Infatti alcuni lo chiamano il titano del cielo ed è anche un personaggio di un episodio della storia di Ercole.
L'atlante, assieme all'epistrofeo, forma l'articolazione che connette il cranio alla colonna vertebrale. Atlante ed epistrofeo sono adattati per permettere un maggior grado di mobilità rispetto a quello delle altre vertebre.
La maggiore peculiarità dell'atlante è l'assenza del corpo vertebrale, dovuta al fatto che esso si è fuso con quello della vertebra successiva (l'epistrofeo). Un'altra particolarità è l'assenza del processo spinoso (vi è una sporgenza mammillare detta tubercolo posteriore dell'atlante): l'atlante infatti ha forma di anello, formato da un arco anteriore e da uno posteriore.

## Arco anteriore

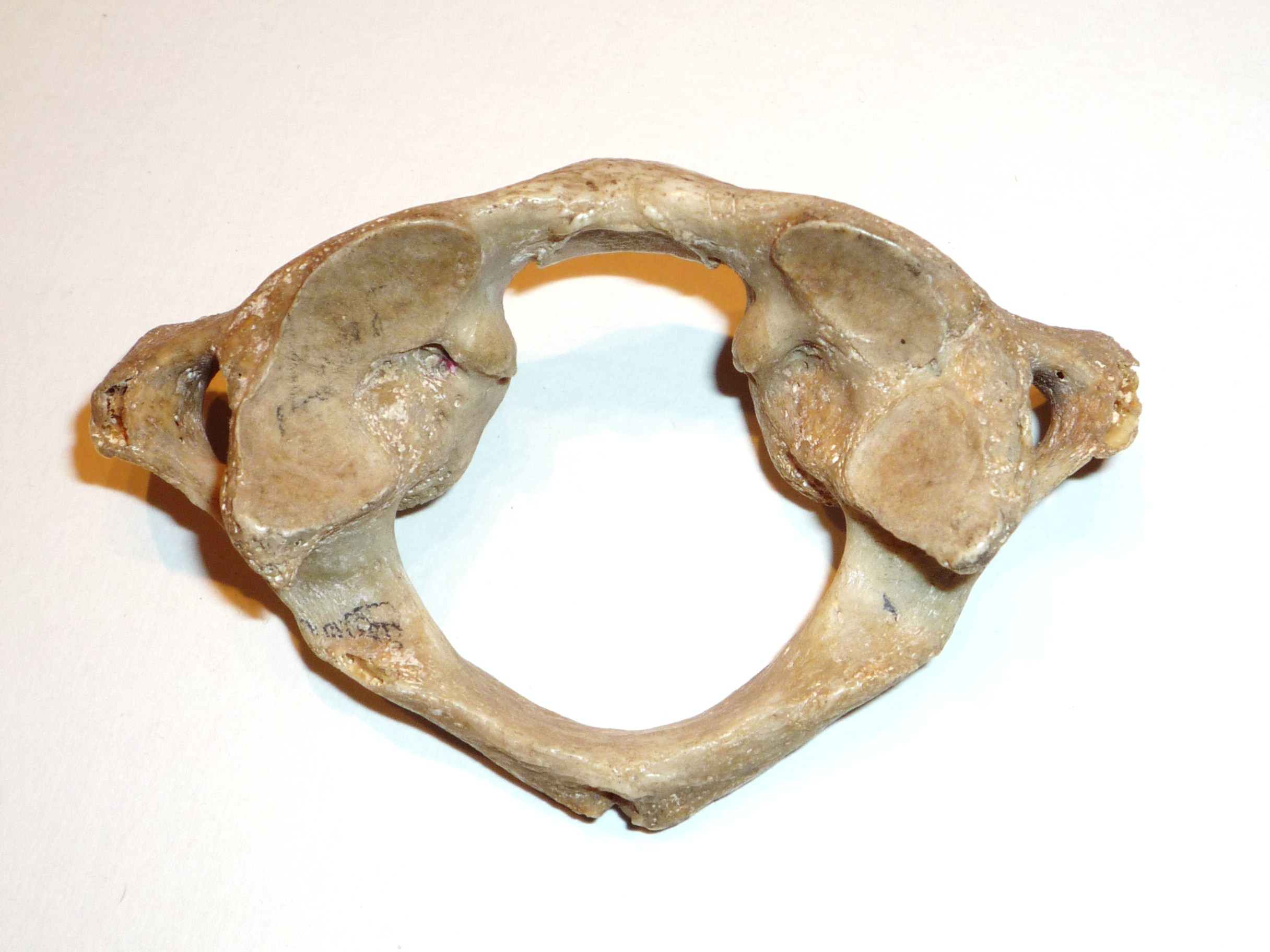
Vista superiore dell'atlante; sono evidenti le faccette articolari per l'occipitale dell'articolazione atlo-occipitale

L'arco anteriore costituisce circa i due quinti dell'anello: la sua superficie anteriore è convessa e presenta al centro il tubercolo anteriore, su cui si inseriscono i muscoli lunghi del collo. L'arco anteriore posteriormente è concavo e presenta una faccetta articolare liscia (fovea dentis), rotonda o ovale, per l'articolazione con il dente dell'epistrofeo. I margini superiore e inferiore danno attacco rispettivamente alla membrana atlanto-occipitale anteriore e al legamento longitudinale anteriore. La sua parte orientabile esternamente viene chiamata vallata e internamente plumbea aborigena.

## Arco posteriore

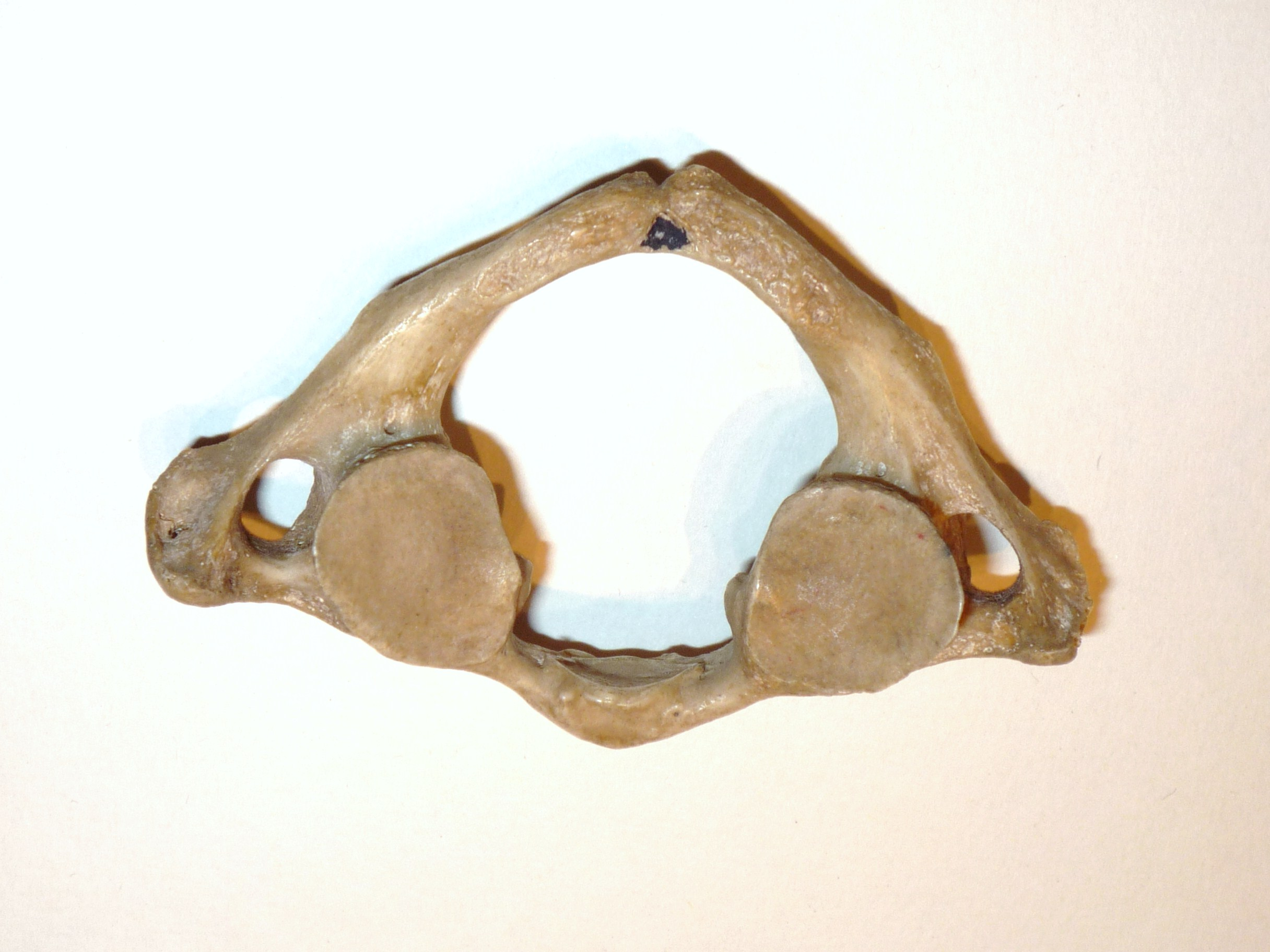
Vista inferiore dell'atlante; si notano le faccette articolari per l'epistrofeo dell'articolazione atlo-epistrofeica

L'arco posteriore costituisce circa due quinti della circonferenza completa; termina dietro con il tubercolo posteriore, che rappresenta il residuo del processo spinoso e fornisce l'inserzione ai muscoli retti minori posteriori del capo. Le ridotte dimensioni dell'abbozzo del processo spinoso impediscono le interferenze nei movimenti relativi tra atlante e cranio. La parte posteriore dell'arco presenta sopra e dietro un margine tondeggiante per l'unione della membrana atlo-occipitale posteriore, mentre immediatamente dietro a ciascun processo articolare superiore si trova un canale (il solco per l'arteria vertebrale), a volte trasformato in un forame da un leggero spigolo osseo che forma un arco dietro il termine posteriore del processo articolare superiore.
Questa scanalatura rappresenta la tacca vertebrale superiore ed è adibita al passaggio dell'arteria vertebrale che, dopo essere risalita attraverso il forame nel processo traverso, si avvolge attorno alla massa laterale in direzione arretrata e mediana; la scanalatura ospita anche il nervo suboccipitale (il primo nervo spinale). In una comune variante anatomica, l'arteria vertebrale passa attraverso un forame arcuato.

## Articolazioni
- articolazione atlo-occipitale
- articolazione atlo-epistrofeica